# Eduardo Luigi De Stefani
Eduardo Luigi De Stefani (* 4. Juni 1869 in Neapel; † 10. September 1921 in Rom) war ein italienischer Klassischer Philologe. Ab 1910 war er Lehrbeauftragter für Griechische und Lateinische Grammatik an der Universität La Sapienza in Rom.
De Stefani war hauptsächlich Gräzist. Als Kenner der griechischen Paläographie verfasste er mehrere Studien zur Überlieferungsgeschichte griechischer Autoren, besonders zum Sophisten Aelian und zu den byzantinischen Wörterbüchern (Etymologika). Er arbeitete an einer kritischen Ausgabe des Etymologicum Gudianum, die jedoch wegen seines frühen Todes unvollendet blieb. Gemeinsam mit Girolamo Vitelli, Medea Norsa und anderen gehörte er außerdem zu den Pionieren der Papyrologie in Italien.

## Schriften (Auswahl)
- I manoscritti della ‚Historia Animalium‘ di Eliano. In: Studi Italiani di Filologia Classica 10, 1902, S. 175–222.
- Gli excerpta della ‚Historia Animalium‘ di Eliano. In: Studi Italiani di Filologia Classica 12, 1904, S. 145–180.
- Herodiani περὶ ὁνομάτων fr. 5 (II 613, 9 L.). In: Studi Italiani di Filologia Classica 12, 1904, S. 218.
- Per l' 'Epitome Aristotelis De Animalibus' di Aristofane di Bizanzio. In: Studi Italiani di Filologia Classica 12, 1904, S. 421–445.
- Etymologicum Gudianum quod vocatur recensuit et apparatum criticum indicesque adiecit. Zwei Bände. Teubner, Leipzig 1909–1920 (ἀάλιον – ζειαί; mehr nicht erschienen); Nachdruck Amsterdam 1965.